# Kayen (Juwangi)
Kayen is een bestuurslaag in het regentschap Boyolali van de provincie Midden-Java, Indonesië. Kayen telt 3559 inwoners (volkstelling 2010).